# پلزنت هیل، شهرستان کراس، آرکانزاس
پلزنت هیل (به انگلیسی: Pleasant Hill) یک منطقهٔ مسکونی در ایالات متحده آمریکا است که در شهرستان نیوکراس، آرکانزاس واقع شده‌است. پلزنت هیل ۹۳٫۸۸ متر بالاتر از سطح دریا واقع شده‌است.